# Binnen
Binnen är en kommun och ort i Landkreis Nienburg/Weser i förbundslandet Niedersachsen i Tyskland.
Kommunen ingår i kommunalförbundet Samtgemeinde Liebenau tillsammans med ytterligare två kommuner.